# Seluan Barat
Seluan Barat is een bestuurslaag in het regentschap Natuna van de provincie Riau-archipel, Indonesië. Seluan Barat telt 231 inwoners (volkstelling 2010).